# Dunkhörnschloot
Der Dunkhörnschloot ist ein Schloot auf dem Gebiet der Stadt Aurich im Landkreis Aurich in Ostfriesland. Er entspringt etwa 100 Meter östlich von Middels-Osterloog verläuft nach Süden durchs Pfalzdorfer Moor und mündet 500 Meter südöstlich von Middels-Osterloog in das Norder Tief der Harle. 